# Курелла, Альфред
Альфред Куре́лла (нем. Alfred Kurella; 2 мая 1895, Бжег, Германская империя — 12 июня 1975, Берлин, ГДР) — немецкий писатель, переводчик и деятель СЕПГ.

## Биография
Родился в семье психиатра. С 1910 года участвовал в молодёжном движении, позднее став ответственным редактором журнала Freideutsche Jugend. Окончив гимназию, поступил в мюнхенскую школу прикладного искусства, где изучал живопись и графику. После начала Первой мировой войны пошёл на фронт добровольцем, но через некоторое время был демобилизован по состоянию здоровья и с 1916 года работал домашним учителем, также сотрудничая в левобуржуазных газетах Лейпцига и Дрездена.
В 1918 году был одним из организаторов мюнхенского отделения Союза свободной социалистической молодёжи. В том же году вступил в КПГ. В 1919 году, приехав в Москву как курьер КПГ, встречался с Лениным. Вместе с Лазарем Шацкиным представлял РКСМ на первом конгрессе Коммунистического интернационала молодёжи (КИМ), а в 1920 году был избран в секретариат Исполкома КИМа (в том же году вошел в состав Бюро ЦК комсомола).
В том же году женился на Маргарите Хало (Margret Hahlo). В 1921 году одновременно возглавил отделения Исполкома КИМа в Москве и Берлине. В 1924—1929 годах состоял в ВКП(б). С 1924 года руководил юношеской школой Коминтерна и школой Французской коммунистической партии в Бобиньи. В 1925 году у Куреллы родился сын Грегор.
В 1926—1928 годах Курелла был заместителем заведующего агитпропом Исполкома Коминтерна. В 1928 году назначен заведующим отделом изобразительного искусства Наркомпроса РСФСР, одновременно став редактором «Комсомольской правды». В том же году в № 4 журнала «Октябрь» вышла статья Леопольда Авербаха «К задачам пролетарской литературы: против антипсихологизма т. Курелла», послужившая одним из оснований для обвинения Куреллы в ультралевых формалистских ошибках. В 1929 году вернулся в Германию, где занимался литературной деятельностью, а также активно работал в КПГ. В том же году развелся с женой и вскоре женился на Валентине Николаевне Сорокоумовской (1909–1989), происходившей из семьи знаменитых русских меховщиков и впоследствии ставшей известной переводчицей художественной литературы. Позже Альфред Курелла был женат еще несколько раз; одна из его жен — Эльфрида (Фридель) Адольфовна Кон-Фоссен, вдова математика Стефана Кон-Фоссена.
В 1931 году преподавал в Марксистской рабочей школе, а также побывал в научной командировке в Италии. В 1932—1934 годах являлся секретарём «Интернационального комитета борьбы против фашизма и войны» и главным редактором его печатного органа Le Front Mondiale.
В 1933 году книга Куреллы «Муссолини без маски» (Mussolini ohne Maske) оказалась среди книг, сожженных нацистами.
В 1934—1935 годах работал в Москве секретарём Георгия Димитрова. В 1935—1937 годах руководил научно-библиографическим отделом Государственной библиотеки иностранной литературы. В 1937 году получил советское гражданство. Тогда же в Москве был расстрелян его младший брат, журналист Генрих Курелла.
В 1941—1945 годах работал в Седьмом управлении Главного политического управления РККА, в частности, возглавлял различные фронтовые газеты. В декабре 1942 — январе 1943 года руководил пропагандистскими мероприятиями, проводимыми с целью капитуляции немецких войск, окружённых под Великими Луками. В 1943 году разработал проект манифеста национального комитета «Свободная Германия» и стал заместителем главного редактора газеты Freies Deutschland.
С 1946 года поселился в абхазском селе Псху, где посвятил себя живописи и скульптуре. Также занимался литературой, редактированием и переводами (в частности, переводил Чернышевского, Добролюбова и Герцена); кроме этого, активно занимался альпинизмом и горным туризмом. В 1948 году попросил разрешить ему отъезд в Германию. В СЕПГ по этому поводу разгорелись споры, и, несмотря на то, что в 1949 году Вальтер Ульбрихт написал в Москву о желательности возвращения Куреллы, Йоганнес Р. Бехер и Вильгельм Пик всеми силами тормозили решение данного вопроса. В итоге было принято решение — поскольку благодаря своему положению Курелла имел допуск к секретной информации госбезопасности и Коминтерна, выпустить его в Германию по истечении пятилетнего срока, когда эта информация достаточно устареет.
9 февраля 1954 года Курелла переехал в ГДР, где вступил в СЕПГ, и карьера его резко пошла вверх. В 1955—1957 годах — директор открытого в Лейпциге Литературного института. Занимал руководящие должности в Академии художеств, Союзе писателей ГДР и Культурном союзе. В 1957—1963 годах возглавлял комиссию по культуре Политбюро ЦК СЕПГ. В 1958 году был избран в Народную палату, а также стал кандидатом в члены Политбюро (до 1963 года). С 1963 года входил в состав комиссии по идеологии Политбюро ЦК СЕПГ.
На всех этих постах Курелла участвовал в культурно-политической деятельности СЕПГ, играя одну из главных ролей в насаждении в ГДР социалистического реализма. Назвал Франца Кафку «отцом Пражской весны» в негативном смысле, что надолго определило отношение к австрийскому писателю в странах социалистического лагеря.
В 1961 году награждён орденом Карла Маркса. В 1968 году Йенский университет имени Фридриха Шиллера присудил ему степень доктора философии за работу «Своё и чужое». В 1969 году получил звание лауреата Национальной премии, а в 1970 году — лауреата премии по культуре ОСНП и ССНМ. Тогда же награждён золотой памятной пряжкой ордена Заслуг перед Отечеством.
Занимался переводческой деятельностью. Перевёл произведения И. С. Тургенева, Т. Г. Шевченко, Аркадия Кулешова, Луи Арагона, Назыма Хикмета, киргизский эпос «Манас» и армянский «Давид Сасунский».
В 1969 году по мотивам его воспоминаний был снят художественный фильм «На пути к Ленину» совместного производства СССР и ГДР.
Урна с прахом Куреллы захоронена в Мемориале социалистов на Центральном кладбище Фридрихсфельде в Лихтенберге.
В честь Куреллы назван перевал через Главный Кавказский хребет из долины реки Кизгыч к истоку реки Чхалта, который он прошёл и описал первым.

## Сочинения
- Wandervogel Lautenbuch, 1913.
- Gründung und Aufbau der Kommunistischen Jugendinternationale, 1929.
- Mussolini ohne Maske — «Муссолини без маски», 1931.
- Wo liegt Madrid?, 1939.
- Ich lebe in Moskau, 1947.
- Die Gronauer Akten — «Акты из Гронау», 1954.
- Der Mensch als Schöpfer seiner selbst — «Человек как творец самого себя», 1958.
- Zwischendurch. Verstreute Essays, 1961.
- Kleiner Stein im großen Spiel — "Пешка в большой игре), 1961.
- Dimitroff kontra Göring — «Димитров против Геринга», 1964.
- Unterwegs zu Lenin — «На пути к Ленину», 1967.
- Das Eigene und das Fremde. Neue Beiträge zum Sozialistischen Humanismus — «Своё и чужое», 1968.
- Der ganze Mensch: Reden, 1969.